# Immigration and Naturalization Services Act of 1965

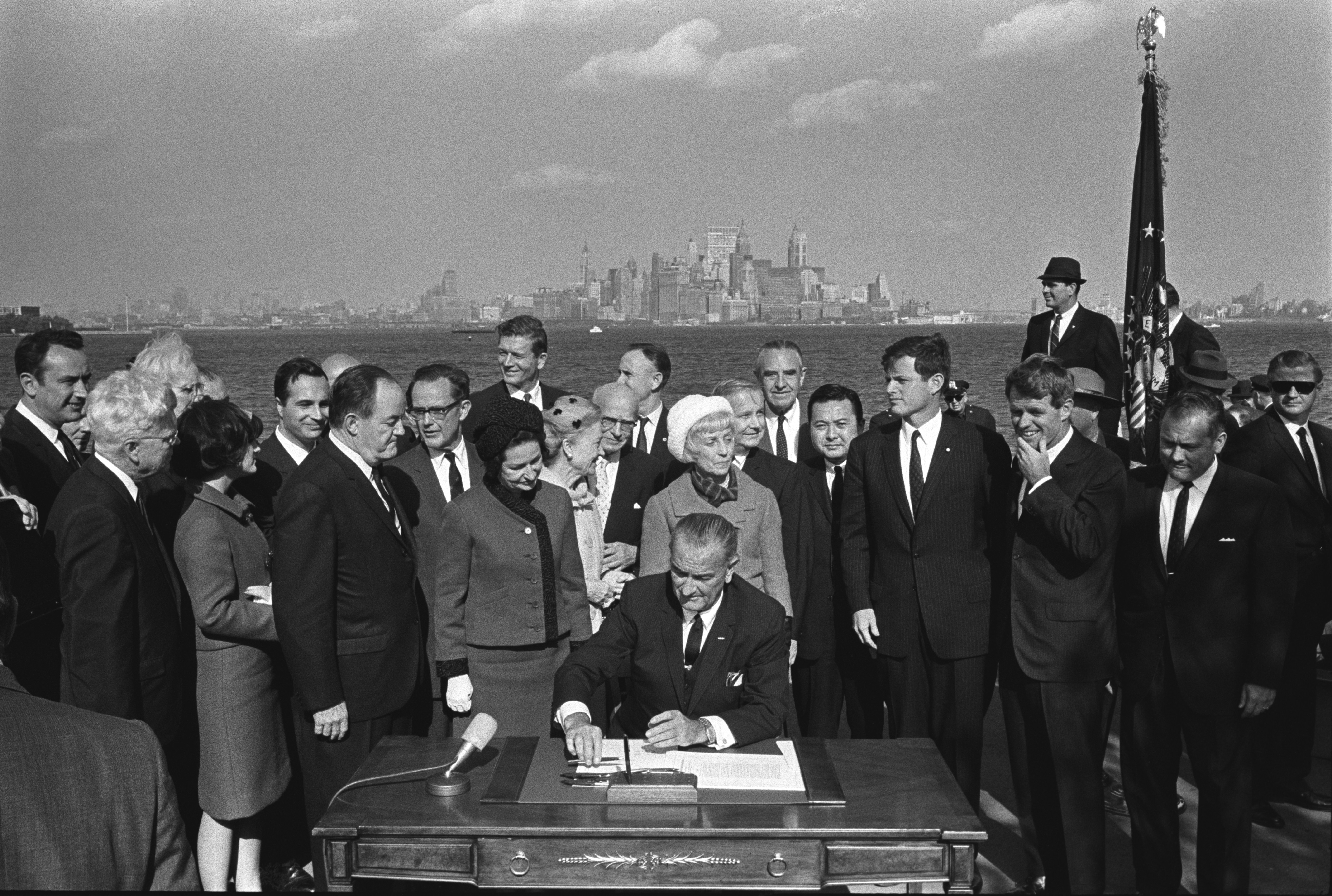
Öffentlichkeitswirksame Unterzeichnung durch Präsident Lyndon B. Johnson auf Liberty Island vor New York, 1965

Der Immigration and Naturalization Services Act of 1965 (auch bekannt als INS Act of 1965 und Hart-Celler Act) war ein US-amerikanisches Bundesgesetz, das im Jahre 1965 die bis dahin gültige Quotenregelung der Einwanderung ablöste und durch zum Teil liberalere Bestimmungen ersetzte.

## Hintergrund, Geschichte und Bestimmungen
Der INS Act of 1965 löste im amerikanischen Einwanderungsrecht die Bestimmungen des Immigration Act of 1924 ab. Das Gesetz von 1924 hatte die Einwanderung durch Quoten beschränkt, die so niedrig angesetzt waren, dass aus vielen Ländern nur sehr geringe Zahlen von Immigranten in die USA einreisen durften. Aus China z. B. durften nur 105 Personen jährlich ins Land kommen. Unter dem Druck der amerikanischen Bürgerrechtsbewegung entschloss sich die amerikanische Legislative schließlich zu einer Neufassung des Einwanderungsrechts. Der INS Act of 1965 wurde von dem Abgeordneten Emanuel Celler (Demokraten) vorgeschlagen und von Senator Edward Kennedy stark unterstützt. Im Repräsentantenhaus wurde das Gesetz mit 326 zu 69 Stimmen angenommen, im Senat mit 76 zu 18 Stimmen. In beiden Kammern des Kongresses stellten Mitglieder der Demokratischen Partei zwar die Mehrheit der Abgeordneten, hatten jedoch keine derartig großen Mehrheiten – viele Republikaner stimmten ebenfalls für das Gesetz. Das Gesetz erlangte am 3. Oktober 1965 durch die Unterschrift von Präsident Lyndon B. Johnson Rechtskraft.
Der INS Act of 1965 sah unterschiedliche Regelungen für Herkunftsländer in der westlichen und östlichen Hemisphäre vor. Die Zahl der Visa für Bewerber aus Ländern der westlichen Hemisphäre (Nord-, Mittel- und Südamerika) wurde auf 120.000 pro Jahr beschränkt. Die Berücksichtigung der Bewerber erfolgte in der Reihenfolge der Antragstellung (Windhundprinzip, first-come, first-served).
Für Bewerber aus Ländern der östlichen Hemisphäre (Afrika, Europa, Asien, Australien) wurden maximal 170.000 Visa pro Jahr ausgestellt, wobei kein Land der östlichen Hemisphäre mehr als 20.000 Visa erhalten sollte. Bei der Auswahl der Bewerber aus der östlichen Hemisphäre stand erstmals 1965 die Familienzusammenführung im Vordergrund. Daneben sah das Gesetz jedoch auch eine bevorzugte Berücksichtigung hochqualifizierter Fachkräfte, aber auch von Flüchtlingen vor.
Gesetzesergänzungen folgten 1976 und 1978. Mit den 1976 Amendments to Immigration and Nationality Act wurde auch für Bewerber aus Ländern der westlichen Hemisphäre das Prinzip first-come, first-served durch ein Kategoriensystem ersetzt; die Zahl der Visa wurde auf maximal 20.000 pro Land pro Jahr festgelegt. In den 1978 Amendments to Immigration and Nationality Act wurde die Zahl der Visa auf 290.000 weltweit beschränkt.

## Bedeutung
Obwohl das Gesetz die Einwanderung für Bewerber aus allen Ländern der östlichen Hemisphäre vereinfachte – für Bewerber aus anderen amerikanischen Ländern erzeugte es erstmals eine formale Hürde –, bildete es für Migranten aus China einen besonderen Meilenstein. Die Zuwanderung aus China war 1882 mit dem Chinese Exclusion Act radikal abgeregelt worden. 1943 erfolgte mit dem Magnuson Act zwar eine Revision, aufgrund der fortbestehenden Quotenregelung des Immigration Act of 1924 blieb die Zahl der Chinesen, die in die USA einreisen durften, jedoch bis 1965 auf 105 Personen pro Jahr beschränkt. Eine wirkliche Öffnung der Vereinigten Staaten für chinesische Migranten erfolgte erst mit dem INS Act of 1965.